# Selección de fútbol de Chipre del Norte
La selección de fútbol de Chipre del Norte es el representativo nacional de este estado. La República Turca del Norte de Chipre es un miembro  de la FIFA, cuyo representante es la Federación de fútbol de la República Turca del Norte de Chipre, no es miembro de la FIFA ni de la UEFA, así que sus partidos no son reconocidos por estas entidades.

## Historia
La selección representativa de la comunidad turcochipriota nació en 1962, cuando jugaron su primer partido contra de Turquía. Esto debido a que el antiguo secretario general de la FIFA, Helmut Käser, permitió a sus afiliados jugar en partidos no oficiales contra el equipo turcochipriota. Aunque este acuerdo sigue vigente, ningún secretario de la FIFA ha otorgado a la selección un estatus oficial, en gran parte debido a que es un país no reconocido por la comunidad internacional, a excepción de Turquía.
Actualmente,el director técnico de la selección es el turcochipriota Mustafa Borataş.

## Historial en competiciones

### Copa Mundial de ConIFA
| Año   | Posición         | PJ               | PG               | PE               | PP               | GF               | GC               | DG               |
| ----- | ---------------- | ---------------- | ---------------- | ---------------- | ---------------- | ---------------- | ---------------- | ---------------- |
| 2014  | No participó     | No participó     | No participó     | No participó     | No participó     | No participó     | No participó     | No participó     |
| 2016  | 3.º              | 5                | 3                | 1                | 1                | 12               | 4                | +8               |
| 2018  | 2.º              | 6                | 3                | 3                | 0                | 17               | 6                | +11              |
| 2020  | Evento cancelado | Evento cancelado | Evento cancelado | Evento cancelado | Evento cancelado | Evento cancelado | Evento cancelado | Evento cancelado |
| Total | 2/4              | 11               | 6                | 4                | 1                | 29               | 10               | +19              |

### Copa Europa de ConIFA
| Año   | Posición     | PJ           | PG           | PE           | PP           | GF           | GC           | DG           |
| ----- | ------------ | ------------ | ------------ | ------------ | ------------ | ------------ | ------------ | ------------ |
| 2015  | No participó | No participó | No participó | No participó | No participó | No participó | No participó | No participó |
| 2017  | 2.º          | 5            | 3            | 2            | 0            | 12           | 1            | +11          |
| 2019  | No participó | No participó | No participó | No participó | No participó | No participó | No participó | No participó |
| 2021  | Se retiró    | Se retiró    | Se retiró    | Se retiró    | Se retiró    | Se retiró    | Se retiró    | Se retiró    |
| Total | 1/4          | 5            | 3            | 2            | 0            | 12           | 1            | +11          |

### Copa ELF
| Año   | Posición | PJ | PG | PE | PP | GF | GC | DG  |
| ----- | -------- | -- | -- | -- | -- | -- | -- | --- |
| 2006  | 1.º      | 5  | 5  | 0  | 0  | 28 | 2  | +26 |
| Total | 1/1      | 5  | 5  | 0  | 0  | 28 | 2  | +26 |

### FIFI Wild Cup
| Año   | Posición | PJ | PG | PE | PP | GF | GC | DG |
| ----- | -------- | -- | -- | -- | -- | -- | -- | -- |
| 2006  | 1.º      | 4  | 3  | 1  | 0  | 6  | 1  | +5 |
| Total | 1/1      | 4  | 3  | 1  | 0  | 6  | 1  | +5 |

### Copa Mundial VIVA
| Año   | Posición     | PJ           | PG           | PE           | PP           | GF           | GC           | DG           |
| ----- | ------------ | ------------ | ------------ | ------------ | ------------ | ------------ | ------------ | ------------ |
| 2006  | No participó | No participó | No participó | No participó | No participó | No participó | No participó | No participó |
| 2008  | No participó | No participó | No participó | No participó | No participó | No participó | No participó | No participó |
| 2009  | No participó | No participó | No participó | No participó | No participó | No participó | No participó | No participó |
| 2010  | No participó | No participó | No participó | No participó | No participó | No participó | No participó | No participó |
| 2012  | 2.º          | 4            | 2            | 0            | 2            | 19           | 4            | +15          |
| Total | 1/5          | 4            | 2            | 0            | 2            | 19           | 4            | +15          |

## Últimos partidos y próximos encuentros
| Fecha      | Ciudad     | Competición                      | Racha | Local            |                    | Resultado |                    | Visitante            |
| ---------- | ---------- | -------------------------------- | ----- | ---------------- | ------------------ | --------- | ------------------ | -------------------- |
| 31/05/2018 | Enfield    | Copa Mundial de Fútbol de ConIFA |       | Chipre del Norte |                    | 1:1       |                    | Rutenia Subcarpática |
| 02/06/2018 | Enfield    | Copa Mundial de Fútbol de ConIFA | Sí    | Chipre del Norte |                    | 3:1       |                    | Tíbet                |
| 3/06/2018  | Enfield    | Copa Mundial de Fútbol de ConIFA |       | Abjasia          | Bandera de Abjasia | 2:2       |                    | Chipre del Norte     |
| 05/06/2018 | Sutton     | Copa Mundial de Fútbol de ConIFA | Sí    | Barāwe           | Bandera de Barāwe  | 0:8       |                    | Chipre del Norte     |
| 7/06/2018  | Carshalton | Copa Mundial de Fútbol de ConIFA | Sí    | Chipre del Norte |                    | 3:2       | Bandera de Padania | Padania              |
| 09/06/2018 | Enfield    | Copa Mundial de Fútbol de ConIFA | No    | Chipre del Norte |                    | 0:0 (2-3) |                    | Rutenia Subcarpática |

## Jugadores

### Última convocatoria
Los siguientes jugadores fueron citados para la Copa Mundial de Fútbol de ConIFA de 2018
| No. | Pos. | Jugador            | Fecha de nacimiento (edad)         | Apa. | Goles | Club                    |
| --- | ---- | ------------------ | ---------------------------------- | ---- | ----- | ----------------------- |
| 1   | POR  | Hasan Piro         | 2 de octubre de 1983 (41 años)     | 20   | 0     | Merit Alsancak Yesilova |
| 69  | POR  | Erdogan Nay        | 16 de julio de 1997 (27 años)      | 2    | 0     | BAF Ülkü Yurdu          |
| 94  | POR  | Ozan Mercan        | 22 de abril de 1990 (34 años)      | 2    | 0     | Dogan Türk Birligi      |
|     |      |                    |                                    |      |       |                         |
| 3   | DEF  | Necati Gench       | 21 de noviembre de 1999 (25 años)  | 0    | 0     | London Yenibogazici FC  |
| 4   | DEF  | Serhan Önet        | 26 de agosto de 1981 (43 años)     | 25   | 1     | GAÜ Cetinkaya TSK       |
| 7   | DEF  | Yasin Kurt         | 14 de marzo de 1988 (37 años)      | 0    | 0     | Magusa Türk Gücü        |
| 8   | DEF  | Cagri Kiral        | 2 de noviembre de 1989 (35 años)   | 20   | 0     | Lefke TS                |
| 12  | DEF  | Salih Say          | 10 de marzo de 1981 (44 años)      | 12   | 0     | Cihangir GSK            |
| 13  | DEF  | Hüseyin Sadiklar   | 13 de agosto de 1986 (38 años)     | 10   | 1     | K. Kaymakli TSK         |
| 15  | DEF  | Mehmet Erol        | 1 de enero de 1998 (27 años)       | 10   | 0     | Binatli YSK             |
| 17  | DEF  | Aykut Esmeraslan   | 28 de marzo de 1992 (33 años)      | 5    | 0     | Lefke TS                |
| 18  | DEF  | Ahmet Sönmez       | 30 de junio de 1987 (37 años)      | 10   | 0     | Dogan Türk Birligi      |
|     |      |                    |                                    |      |       |                         |
| 6   | MED  | Firat Ersalan      | 5 de noviembre de 1986 (38 años)   | 10   | 0     | Cihangir GSK            |
| 33  | MED  | Arif Uysal         | 27 de abril de 1996 (28 años)      | 0    | 0     | Magusa Türk Gücü        |
| 88  | MED  | Adil Yalcin Ucar   | 20 de agosto de 1989 (35 años)     | 5    | 0     | Magusa Türk Gücü        |
| 91  | MED  | Ünal Kaya          | 8 de junio de 1991 (33 años)       | 8    | 1     | Yenicami AK             |
|     |      |                    |                                    |      |       |                         |
| 9   | DEL  | Tansel Taner Osman | 29 de septiembre de 1986 (38 años) | 10   | 2     | Yenicami AK             |
| 10  | DEL  | Halil Turan        | 28 de noviembre de 1986 (38 años)  | 15   | 10    | Magusa Türk Gücü        |
| 11  | DEL  | Mehmet Altun       | 5 de septiembre de 1997 (27 años)  | 2    | 0     | Yenicami AK             |
| 19  | DEL  | Kenan Oshan        | 27 de diciembre de 1995 (29 años)  | 12   | 3     | Dogan Türk Birligi      |
| 20  | DEL  | Ugur Naci Gök      | 22 de octubre de 1990 (34 años)    | 15   | 5     | K. Kaymakli TSK         |
| 90  | DEL  | Ahmet Sivri        | 6 de julio de 1999 (25 años)       | 2    | 1     | Galatasaray SK U21      |
| 99  | DEL  | Billy Osman Mehmet | 3 de enero de 1984 (41 años)       | 0    | 0     | Merit Alsancak Yesilova |

## Palmarés

### Torneos Oficiales
| Competición            |          |               |              |              |
| Competición            | Campeón  | Segundo lugar | Tercer lugar | Cuarto lugar |
| ---------------------- | -------- | ------------- | ------------ | ------------ |
| Copa Mundial de ConIFA | -        | 1 (2018)      | 1 (2016)     | -            |
| Copa Europa de ConIFA  | –        | 1 (2017)      | -            | –            |
| Copa ELF               | 1 (2006) | -             | -            | –            |
| FIFI Wild Cup          | 1 (2006) | -             | -            | –            |
| Copa Mundial VIVA      | -        | 1 (2012)      | -            | –            |